# HMS Cornwallis (1901)
O HMS Cornwallis foi um couraçado pré-dreadnought operado pela Marinha Real Britânica e a quinta embarcação da Classe Duncan. Sua construção começou em julho de 1899 nos estaleiros da Thames Ironworks e foi lançado ao mar em julho de 1901, sendo comissionado na frota britânica em fevereiro de 1904. Era armado com uma bateria principal composta por quatro canhões de 305 milímetros montados em duas torres de artilharia duplas, tinha um deslocamento carregado de mais de quinze mil toneladas e alcançava uma velocidade máxima de dezenove nós.
O Cornwallis teve um início de carreira tranquilo e sem grandes incidentes, servindo primeiro na Frota do Mediterrâneo e depois também na Frota do Canal, Frota do Atlântico e Frota Doméstica. A Primeira Guerra Mundial começou em 1914 e o navio inicialmente ficou realizando patrulhas no Mar do Norte. Foi enviado em 1915 de volta ao Mar Mediterrâneo para dar apoio para a Campanha de Galípoli, bombardeando várias fortificações otomanas. Depois disso patrulhou o Canal de Suez e o Oceano Índico. O Cornwallis afundou em 9 de janeiro de 1917 depois de ser torpedeado.